# 海老名市立海老名中学校
海老名市立海老名中学校（えびなしりつえびなちゅうがっこう）は神奈川県海老名市国分南三丁目にある市立中学校。小田急・相鉄線の海老名駅から徒歩10分。

## 部活動

### 運動部
- 野球部[1]
- サッカー部[1]
- ソフトテニス部（男女別）[1]
- バスケットボール部（男女別）[1]
- バレーボール部（男女別）[1]
- バドミントン部（女）[1]

### 文化部
- 吹奏楽部[1]
- 英語部[1]
- 自然科学部[1]
- 美術部[1]

## 通学区域
- 海老名市
  - 大谷65番地〜69番地
  - 勝瀬1番〜10番・83番地〜197番地・200番地〜235番地
  - 河原口1356番地〜1360番地・1364番地〜1387番地まで・1509番地〜1605番地ま
  - 中央1丁目
  - 中央2丁目
  - 中央3丁目
  - 国分北1丁目1番・2番
  - 国分北2丁目
  - 国分北3丁目1番〜14番・23番・24番22号・25番〜39番
  - 国分北4丁目17番
  - 国分南1丁目
  - 国分南2丁目
  - 国分南3丁目
  - 国分南4丁目
  - 国分寺台1丁目2番1号〜3号・24号〜26号・3番1号・23号・25号〜27号
  - 望地1丁目
  - 望地2丁目

## 進学前小学校
- 海老名市
  - 海老名市立海老名小学校
  - 海老名市立上星小学校（一部は海老名市立柏ケ谷中学校・海老名市立今泉中学校へ）
  - 海老名市立今泉小学校（一部は海老名市立海西中学校・海老名市立今泉中学校へ）
  - 海老名市立杉本小学校（一部は海老名市立柏ケ谷中学校へ）

## 出身者
- 内野優（海老名市長）